# Dijak
Diják je navadno mlajša oseba, ki se šola v srednji šoli ali gimnaziji. Dijak prvega letnika se ponekod imenuje fazan in je podvržen raznim iniciacijskim obredom (krst). Dijak, ki obiskuje zadnji letnik šole, se imenuje maturant. 